# Chute d'eau du Drin blanc
La chute d'eau du Drin Blanc, en albanais Ujëvara e Drinit të Bardhë, est une chute d'eau située à l'ouest du Kosovo. Elle est située dans les Alpes albanaises, au flanc du mont Žljeb (en) et forme la source du Drin blanc. Le village le plus proche est Radavac, dont la cascade fait partie du territoire municipal. La ville de Peć est à environ 11 kilomètres.
La cascade est une attraction touristique importante au Kosovo, de par son apparence, entourée par les montagnes, et la présence d'autres petites cascades dans la zone proche.
En 1983, la cascade ainsi que la grotte et la source de la rivière sont placées sous protection légale en tant que monument naturel, pour une superficie totale de 89,94 hectares (environ 1 km2).